# 馬格諾利亞 (阿拉巴馬州)
馬格諾利亞（英語：Magnolia）是一個位於美國阿拉巴馬州馬倫戈縣的非建制地區。該地的面積和人口皆未知。

## 地理
馬格諾利亞的座標為32°08′9.5″N 87°39′34.5″W / 32.135972°N 87.659583°W，而該地的平均海拔高度為83米（即273英尺）。